# Викшица
Ви́кшица (карел. Viiksjärvi) — деревня в составе Кончезерского сельского поселения Кондопожского района Республики Карелия Российской Федерации.

## Общие сведения
Расположена на северном берегу озера Пертозеро.
В деревне находилась часовня Алексия человека Божия, ныне утрачена.

## Население
| 2002 | 2009 | 2010 | 2013 |
| ---- | ---- | ---- | ---- |
| 6    | ↘0   | →0   | →0   |